# استفتاء أفضل رياضي تونسي
استفتاء أفضل رياضي تونسي هي مسابقة أنشأتها صحيفة أكسيون تونيزيان في 1967، ثم واصلتها صحيفة لورونوفو، وأخيرا وكالة تونس إفريقيا للأنباء.

يختار الاستفتاء أفضل رياضي تونسي في السنة عبر تصويت يشارك فيه الصحفيون الرياضيون في البلاد.

## التاريخ
أنشأت المسابقة في 1967 من قبل صحيفة أكسيون تونيزيان (L'Action tunisienne). كان من المفترض أن يفوز في كل السنوات الأولى العداء محمد القمودي، إلا أن المنظمون قرروا عدم اعتبار الأصوات المقدمة في صالحه واعتباره خارج المنافسة حتى اعتزاله وذلك لنجاحه الباهر. في 1984 و1985، تم تجربة تصنيف منفصل بين الرجال والسيدات، إلا أنها تركت. عند غلق صحيفة لورونوفو في 2011 إثر الثورة التونسية، لم تنظم المسابقة سنتها، واسترجعت في 2012 من قبل وكالة تونس إفريقيا للأنباء وأصبحث تجمع في نفس الوقت العموم والصحفيين الرياضيين. يتم في نفس الوقت التصويت لأفضل رياضي وأفضل رياضية وأفضل لاعب كرة قدم.

## الفائزين
| - 1967: حسين بلخوجة (كرة طائرة) - 1968: حمادي حشيشة (جودو) - 1969: عبد القادر صدام (ألعاب قوى) - 1970: محمد السنوسي (كرة السلة) - 1971: منصور قطاية (ألعاب قوى) - 1972: الصادق ساسي (كرة القدم) - 1973: علي الغربي (سباحة) - 1974: مريم الميزوني (سباحة) وبشير جلاصي (ملاكمة) - 1975: علي الغربي (سباحة) - 1976: منير الجليلي (كرة اليد) - 1977: طارق ذياب (كرة القدم) - 1978: عامر الدريدي (مصارعة) - 1979: لطفي بالخير (ملاكمة) | - 1980: فيصل بجاوي (ملاكمة) - 1981: فتحي البكوش (ألعاب قوى) - 1982: فاتن غطاس (سباحة) - 1983: لم تنظم - 1984: فتحي البكوش (ألعاب قوى) وصباح بن نصر (ألعاب قوى) - 1985: توفيق معاوية (رفع أثقال) وفاتن غطاس (سباحة) - 1986: سندة الغربي (سباحة) - 1987: توفيق معاوية (رفع أثقال) - 1988: مهدي شعمبي (مصارعة) - 1989: خالد بن يحيى (كرة القدم) - 1990: سندة الغربي (سباحة) - 1991: صلاح ركيك (جودو) - 1992: صلاح ركيك (جودو) | - 1993: دجيم دولا (كاراتيه) - 1994: رياض صناع (كرة اليد) - 1995: رياض كلاعي (ملاكمة) - 1996: فتحي الميساوي (ملاكمة) - 1997: طارق عقيلي (الكرة الحديدية) - 1998: رياض صناع (كرة اليد) - 1999: محمد البغدادي (كرة طائرة) - 2000: شكري الواعر (كرة القدم) - 2001: أنيس الونيفي (جودو) - 2002: يوسف السباعي (رفع أثقال) - 2003: أسامة الملولي (سباحة) - 2004: أسامة الملولي (سباحة) | - 2005: وسام حمام (كرة اليد) - 2006: وجدي بوعلاق (جمباز) - 2007: حاتم غولة (ألعاب قوى) - 2008: أسامة الملولي (سباحة) - 2009: أسامة الملولي (سباحة) - 2010: أسامة الملولي (سباحة) - 2011: لم تنظم - 2012: أسامة الملولي (سباحة) وحبيبة الغريبي (ألعاب قوى) - 2013: أسامة الملولي (سباحة) وأنس جابر (كرة المضرب) - 2014: صالح الماجري (كرة السلة) ومنى شباح (كرة اليد) - 2015: مالك الجزيري (كرة المضرب) وحبيبة الغريبي (ألعاب قوى) - 2016: أسامة الوسلاتي (تايكوندو) وإيناس بوبكري (مبارزة سيف الشيش) |

## الملاحظات
1. ↑  بلخوجة تحصل على 22 صوت مقابل 65 لمحمد القمودي.
2. ↑  حشيشة تحصل على 81 صوت مقابل 120 لمحمد القمودي.